# Lamborghini SC63
Lamborghini SC63 — спортпрототип класса LMDh, разработанный итальянской компанией Lamborghini совместно с французской компанией Ligier, и производимый с 2023 года на мощностях компании Ligier во Франции.

## История
О создании автомобиля Lamborghini SC63 класса LMDh впервые был объявлено 17 мая 2022 года. В разработке автомобиля приняла участие компания Ligier.
В сентябре 2022 года было объявлено, что автомобиль будет оснащаться гибридной силовой установкой, состоящей из двигателя V8 и электродвигателей Williams Advanced Engineering, Bosch и Xtrac Limited. С ноября 2022 года в разработке принимает участие компания Iron Lynx.
Впервые автомобиль был представлен 13 июля 2023 года, на фестивале скорости в Гудвуде. Продажи ожидаются в 2024 году. Планируется, что для FIA WEC автомобиль будет выпускаться в качестве гиперкара для участия в гонках «на выносливость», а по регламенту GTP — для IMSA. Гонщиком гиперкара будет Даниил Квят, бывший гонщик Формулы-1. Также рассматривается возможность выбора Романа Грожана, Андреа Калдарелли, Мирко Бортолотти и других гонщиков. Шноркели взяты от модели Countach, а колёсные арки стилизованы под Revuelto.